# 帕哈皮塔
帕哈皮塔（西班牙語：Pajapita），是危地馬拉的城鎮，位於該國西南部，由聖馬科斯省負責管轄，面積84平方公里，海拔高度75米，2002年人口16,600，人口密度每平方公里197.62人。